# Йодинол
Йодинол (Iodinolum) — лекарственное средство, продукт присоединения иода к поливиниловому спирту. Антисептик для наружного применения.
Действие препарата основано на медленном высвобождении элементарного йода из комплексного соединения, аддукта йода и некоторых высокомолекулярных органических веществ. 

## История
Первым препаратом такого типа был так называемый «Синий йод». Эффект превращения бурого спиртового раствора йода в синий при смешивании с крахмалом известен очень давно, но впервые этот комплекс с лечебной целью использовал В. О. Мохнач. В. О. Мохнач находился в лагерях Управления северо-восточных трудовых лагерей ГУЛАГа СССР в 1940—1941 гг.; там, во время эпидемии дизентерии он впервые применил смесь спиртового раствора йода и картофельных очисток для лечения больных. Ещё в 50-х гг. Мохнач подготовил серию исследований йодистых антисептиков, под названием «Йодистый крахмал», «амилойодин».

## Свойства
Прозрачная жидкость темно-синего цвета, характерного запаха. Изменяет цвет в горячей воде в светло-коричневый.

## Лекарственные формы
- Водный раствор (1 %) для наружного применения (содержит йода 0,1 г, калия йодида 0,3 г, спирта поливинилового 0,9 г; во флаконах по 100 мл).

## Применение

### Показания
Хронический тонзиллит, гнойный отит, гнойные хирургические заболевания, трофические и варикозные язвы, термические и химические ожоги.

### Способ применения и дозы
Местно. При хроническом тонзиллите промывают лакуны миндалин (50 мл) и супратонзиллярное пространство, 4-5 промываний с промежутком 2-3 дня; при гнойных отитах ежедневно в течение 2-4 нед закапывают в ухо 5-8 капель; при атрофических ринитах после предварительного размягчения и удаления корок ингалируют в полость носа и глотки 2-3 раза в неделю в течение 2-3 мес; при трофических и варикозных язвах, гнойных раневых поверхностях и инфицированных ожогах, гнойных свищах накладываются рыхлые марлевые повязки, пропитанные препаратом.

### Побочное действие
Йодизм (при длительном применении).

## Хранение
В защищенном от света месте.